# Birmingham Panthers
Maillots
Les Birmingham Panthers sont un club franchisé anglais de basket-ball situé à Birmingham et appartenant à la British Basketball League depuis 2007. Il a été créé à la suite de la disparition progressive des Birmingham Bullets.

## Historique
Le club fait partie de l'extension de la BBL en 2007 en compagnie des Everton Tigers et du London Capital. Cependant l'expérience ne dure qu'une saison et l'équipe cesse ses activités en 2008.

## Palmarès
néant

## Entraîneurs successifs
- 2007-2008 :  Nigel Lloyd